# محمد منتظری
محمد علی منتظری (۱ فروردین ۱۳۲۳ – ۷ تیر ۱۳۶۰)، روحانی، زندانی سیاسی و سیاست‌مدار ایرانی بود؛ که از مبارزان با حکومت پهلوی محسوب می‌شد و بارها به زندان افتاد. او پس از وقوع انقلاب، نماینده اولین دوره مجلس شورای اسلامی شد. وی فرزند ارشد حسینعلی منتظری بود. او در روز ۷ تیر ۱۳۶۰ در حادثه بمب‌گذاری در دفتر حزب جمهوری اسلامی کشته شد.

## زندگی
محمد منتظری همراه با فراگیری درس‌های دبستان، برای کمک به گذران زندگی خانواده، نخست، به کشاورزی و سپس، به کارگری در کارگاه ریخته‌گری و ساخت قاشق و چنگال پرداخت. در ۱۳۳۷، پس از سپری کردن دوره دبستان با راهنمایی پدر روانه حوزه علمیه قم شد. بیشتر درس‌های حوزوی سطح و تا اندازهای هم خارج فقه را، نزد پدرش فرا گرفت. از استادان او در حوزه علمیه قم می‌توان از آیات: روح‌الله خمینی، سیدمصطفی محقق‌داماد، حسینعلی منتظری و علی مشکینی نام برد. اردیبهشت ۱۳۵۸ ازدواج کرد که ثمره آن ازدواج، دو فرزند است.

## مبارزات سیاسی قبل از انقلاب اسلامی

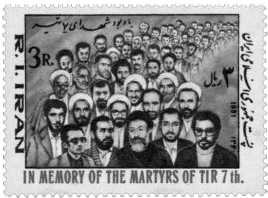
تمبر یادبود کشته‌شدگان بمب‌گذاری در دفتر حزب جمهوری اسلامی

محمد منتظری، از آغاز جنبش روح‌الله خمینی در دهه ۱۳۴۰ کوشا و پرتلاش بود. او که خود به خواندن کتاب‌های سیاسی علاقه‌مند بود، در قم چندین کتابخانه سیاسی سیار در مدرسه فیضیه، مدرسه دارالشفاء، مدرسه عبدالرحیم‌خان معروف به خان و مدرسه حجتیه برپا داشت تا طلبه‌ها از آن بهره برند. هم‌زمان با اوج‌گیری جنبش خمینی در ۱۵ خرداد ۱۳۴۲ علیه حکومت پهلوی، فعالیت‌های جهادی خود را آغاز کرد و تا پایان زندگی به پشتیبانی از ولایت فقیه ادامه داد. نخستین بار، هنگام دستگیری روح‌الله خمینی در پی اعتراض به قانون اعطای مصونیت قضایی به مستشاران نظامی آمریکا یا همان کاپیتولاسیون، در چهارم آبان ۱۳۴۳ دستگیر شد و پس از هفت ماه، از زندان آزاد شد. در دیماه ۱۳۴۳ که هم‌زمان با ماه رمضان بود، بار دیگر به علت شعار دادن به هواداری از روح‌الله خمینی بازداشت گردید. به دنبال ادامه مبارزه، دوباره در اردیبهشت ماه ۱۳۴۴، بازداشت و به زندان قزل‌قلعه در کوی امیرآباد تهران فرستاده شد. محمد منتظری در آغاز فروردین ۱۳۴۵، برای تأیید اعلامیه‌های خمینی به امضاء گرفتن از علمای دینی علیه حکومت محمدرضا شاه پهلوی، و پخش اعلامیه‌ها همت گماشت.

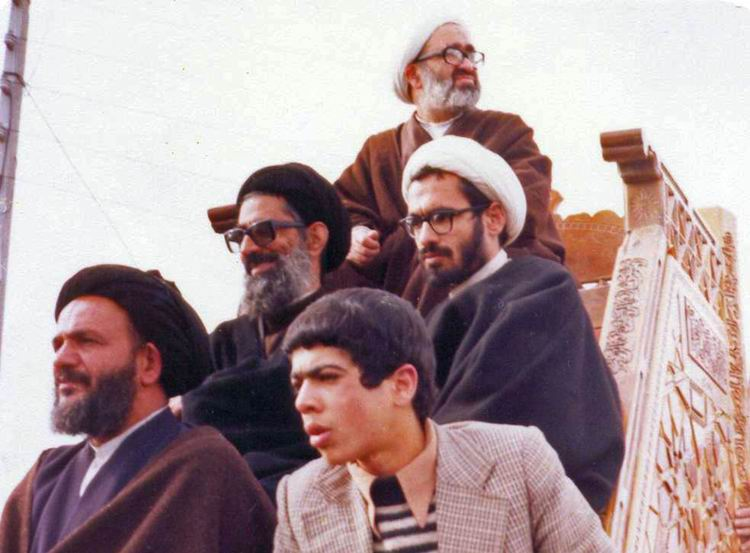
حسینعلی منتظری به همراه محمد منتظری و آیت‌الله طاهری اصفهانی

با پیگیری ساواک، او در اول مرداد ۱۳۴۵ در حرم حضرت معصومه (س) دستگیر گردید.

وی پیرو مکتب روح‌الله خمینی بود؛ در بازجوییها دربارهٔ انقلاب و مردم آشکارا گفته بود: «مقلد روح‌الله خمینی هستم، نظرم، نظر روح‌الله خمینی است.» در شهریور ۱۳۴۵، او را از زندان قزل‌قلعه به زندان شماره چهار قصر تهران منتقل کردند. وی در زندان با روحانیونی مانند محمود طالقانی و عبدالرحیم ربانی شیرازی هم‌بند بود. در یادداشتهایی بجا مانده از او به بحث‌های خود با بیژن جزنی و برخی از سران حزب توده ایران در زندان اشاره می‌کند و نتیجه می‌گیرد که آن‌ها «فی قُلوبهم مرض» هستند. محمد، در پایان دی ۱۳۴۷ به شرط نرفتن به شهر مذهبی قم، از زندان آزاد شد؛ التزامی که از آن سرپیچید. او باز هم پیکار انقلابی خود را پی گرفت. در تابستان ۱۳۴۸ به تدریس درس حکومت اسلامی می‌پرداخت و طی سال‌های ۱۳۴۹ تا ۱۳۵۰ اقتصاد اسلامی را درس می‌داد. دست نوشته‌های این درس، در ۱۳۵۶، ابتدا در خارج از ایران و پس از آن، در ایران به صورت جزوه، چاپ و پخش گردیدند.

محمد منتظری در سال ۱۳۴۸ با صدور اعلامیه‌هایی به کنسرسیوم نفتی اعتراض کرد که منجر به، جلوگیری از خروج او از کشور شد. محمد منتظری در ۱۳۵۰ فعالیت‌های خود را شدت بخشید. ساواک که دریافته بود که وی با برخی از پیکارگران سر و سری دارد، بر آن بود تا پس از شناسایی همه آنها، او را دستگیر کند.

### متواری شدن محمد منتظری از ایران
محمد منتظری در خردادماه ۱۳۵۰ طی یک تعقیب و گریز از چنگ مأموران ساواک متواری و پس از مدتی زندگی مخفیانه از مرز شرقی ایران و پاکستان به کمک همرزمانش از کشور خارج شد. در پاکستان با رهبران مذهبی؛ چون ابوالاعلی مودودی، از چهره‌های دینی پاکستان و وابسته جماعت اسلامی و مولانا مفتی محمود، رهبر جمعیت علما پاکستان، ارتباط یافت.
قبل از خروج او از ایران مأموران امنیتی به منزل حسینعلی منتظری یورش برده و ضمن بازرسی منزل، او را به همراه احمد منتظری برادر محمد، جهت اطلاع از محل اختفای او، بازداشت کردند و پس از چند روز به دلیل عدم اطلاع آنان از محل مخفی شدن وی آزاد شدند. اما از همان لحظه تعقیب و مراقبت پدر و برادر محمد ادامه یافت و هر جا که مورد ظن و گمان اقامت او بود مورد بازرسی قرار گرفت. در آن دوران شایعات زیادی دربارهٔ بازداشت یا آزادی او منتشر شد. به دلیل واسطه گری این امور با دربار توسط فلسفی، حسینعلی منتظری از این طریق به دنبال یافتن اطلاعی از وضعیت فرزند خویش بود. حسینعلی منتظری به دلیل کسالت‌های شدید جسمی و روحی ناشی از زندان و به ویژه بی‌اطلاعی از وضعیت محمد، به سفارش پزشکان سفری چند روزه به شمال کشور کرد و پس از بازگشت از سفر و اقامت در نجف‌آباد از سوی یکی از دوستان محمد منتظری تلگرافی از نجف مشاهده کرد که: «مسافر کم سالم وارد» و بدین ترتیب پس از یک سال بی‌اطلاعی، بی‌خبری و نگرانی از وضعیت پسر، پدر متوجه می‌شود که محمد وارد نجف شده است. علاوه بر حسینعلی منتظری ساواک هم تا آن زمان از خروج محمد منتظری از ایران بی‌خبر بود. ساواک که احتمال می‌داد منتظری از محل اختفای محمد مطلع باشد در ملاقاتی از او می‌خواهد که محل مخفی شدن محمد را اطلاع دهد تا در مجازات وی تخفیف قائل شود وگرنه امکان دارد که هر لحظه در درگیری با مأموران کشته شود و در این صورت مقصر اصلی خود اوست. این در حالی بود که محمد خارج از کشور در حال تردد میان عراق و لبنان و سوریه بود.
محمد منتظری در ۱۳۵۲ به شهر نجف در کشور عراق رفت و فعالیت‌های خود را در آنجا پی‌گرفت. او در درس خمینی هم حاضر می‌شد. در آنجا همراه با طلبه‌های مبارز و پناهنده ایرانی، گروهی به نام «روحانیون مبارز خارج از کشور» را پایه‌ریزی کردند. او در میانهٔ دهه پنجاه مدتی در کویت بود. در آن زمان سید محمد حسینی شیرازی (از علمای تبعیدی عراق) که از پشتیبانان نهضت خمینی بود اتاقی در حسینیهٔ رسول اعظم که خود تأسیس کرده بود در اختیار محمد منتظری قرارداد. وی همراه با فعالیت‌های سیاسی به آموزش چریکی پیکارگران ایرانی در عراق از جمله سازمان عمل اسلامی عراق نیز می‌پرداخت. محمد منتظری در ۱۳۵۴ راهی لبنان گردید. در لبنان هم هم‌چون عراق آموزش جنگ چریکی به پیکارجویان آغاز نمود. محمد منتظری از همکاری سازمان فتح نیز برخوردار بود و خود در اردوگاه فداییان فلسطینی در لبنان آموزش نظامی دید. در لبنان، به همراه یاران خود در کنار پیکارگران فلسطینی و لبنانی با اسراییلی‌ها جنگید. خانه‌هایی که در لبنان و سوریه، در اختیارش بودند، مرکز دیدارهای وی با کسانی بودند که به دیدار او می‌آمدند. محمد منتظری دامنه جهاد خود را از خاورمیانه به اروپا هم کشانید. وی در آن زمان با نام مستعار «سمیعی» در پاریس رفت‌وآمد می‌کرد و سخنرانی‌های روح‌الله خمینی را با کمک انجمن اسلامی لندن، در میان انجمن‌های اسلامی اروپا و آمریکا پخش می‌کرد. زمانی که حکومت پهلوی دوم در دوم آذر ۱۳۵۴ محمود طالقانی و پدرش را دستگیر کرد، محمد منتظری در کلیسای سنت ماری پاریس دست به اعتصاب زد که بازتاب گسترده‌ای یافت. یکم آبان ۱۳۵۶ هم‌زمان با مرگ مشکوک سید مصطفی خمینی، او در لندن بود و توانست به کمک انجمن اسلامی این شهر و دیگر شهرهای انگلیس، راه‌پیمایی در خیابانهای لندن برپا کند.
وی به دنبال درگذشت مشکوک دکتر علی شریعتی، در برپایی آیین سوگواری وی در بیروت همکاری شایانی داشت. منتظری، پس از درج نوشته روزنامه اطلاعات بر ضد روح‌الله خمینی در ۱۷ دی ۱۳۵۶، بار دیگر برای افشاگری حکومت شاه، در کشور فرانسه اعتصاب روحانیون مبارز را در کلیسای سنت ماری برگزار کرد. با ورود روح‌الله خمینی به نوفل لوشاتو در پاریس، محمد به فرانسه رفت و مبارزه خود را در آنجا دنبال کرد. جعفر شفیعی زاده در کتاب خاطرات خود می‌نویسد که بارها احمد خمینی و محمد منتظری از قطب زاده می‌خواستند تا آنها را به دفتر خود ببرد و پس از کشیدن تریاک به کافه‌های پاریس می‌رفتند و پس از انتخاب دو زن از بین زنان آنجا به یک آپارتمان که قطب زاده فراهم کرده بود رفته و در آنجا هر یک در اتاقی مشغول روابط نامشروع می‌شدند. البته قطب زاده از این روابط به صورت پنهانی فیلم تهیه کرده بود تا بعدها بتواند با ان احمد خمیلی را تحت فشار قرار دهد و به همین دلیل هم پس از انقلاب صحبت از ازدواج قطب زاده با خانواده خمینی مطرح شد که همین امر موجب کشته شدن قطب زاده گردید. احمد خمینی و محمد منتظری با پولی که از بازاریان تهران برای کمک به انقلاب ریخته می‌شد عیش و نوش می‌کردند و خودشان را شاهزاده‌های کویتی و عرب جا می‌زدند. همین مسئله هم باعث شد که بعدها همسر احمد خمینی که از جریان با خبر شده بود به تلاقی از احمد خمینی با ان روزنامه‌نگار کانادایی رابطه برقرار کند و به دنبال جدایی از احمد خمینی باشد. پس از بازگشت خمینی از تبعید و اقامتشان در مدرسه علوی، محمد منتظری و گروه آموزش یافته وی، بخشی از پاسداری و امنیت این مکان را به عهده گرفتند.

## فعالیت‌ها پس از انقلاب
محمد منتظری پس از پیروزی انقلاب در ۲۲ بهمن ۱۳۵۷، در پایه‌گذاری کمیته انقلاب اسلامی در ۲۳ بهمن و پیشبرد کار آن نقش به‌سزایی داشت. همچنین، در برپایی حزب جمهوری اسلامی در ۲۷ اسفندماه ۱۳۵۷ تلاش بسیاری کرد.
پس از پیروزی انقلاب با توجه با نظریات رادیکال و تضاد با گروه‌های لیبرال و دموکرات با نخست‌وزیری مهدی بازرگان، دولت موقت مخالف بود. منتظری موضعگیری‌های دولت موقت را، اشتباه و خیانت آمیز و تصمیم‌های آن را در کارهای کشوری و سیاست خارجی نادرست می‌دانست و می‌گفت: «بازرگان در خط ما نیست.» از دید محمد منتظری، دولت موقت نه تنها با اعتراضات مخالفان آیت‌الله خمینی در گنبد کاووس و کردستان برخورد رادیکال نکرد، بلکه به آن اعتراضات دامن هم زد. همچنین، به ایجاد رابطه با جنبش‌های رهایی‌بخش گرایشی نداشت.
او با ارزیابی‌هایی که داشت بیان می‌داشت که محمد حسینی بهشتی با دولت موقت هم‌اندیشه است.

محمد منتظری در آغاز پیروزی انقلاب، گروهی به نام «پاسداران انقلاب اسلامی» یا «پاسا» را سرپرستی می‌کرد که یکی از گروه‌های چهارگانه ای بود که بعدها از به‌هم پیوستن آنها، نهاد انقلابی سپاه پاسداران انقلاب اسلامی در دوم اردیبهشت ۱۳۵۸ پایه‌گذاری شد. پاسا، پاسداری از استقلال، آزادی، حکومت اسلامی، رویارویی با صهیونیسم، واپسگرایی، استبداد و رهایی همه مستضعفان جهان را هدف خود اعلام کرد. مجله عربی «الشهید» را به کمک سازمان عمل اسلامی عراق و سیدتقی مدرسی در تهران منتشر کرد و پس از آن، نشریه پیام شهید، وابسته به این گروه بودند. محمد منتظری برای پیشبرد کار سپاه پاسداران، از ساز و برگ نظامی گروه‌های فلسطینی در آن نهاد بهره گرفت و واحد جنبش‌های آزادی‌بخش را در سپاه پایه‌ریزی نمود. محمد منتظری پس از تسخیر سفارت آمریکا در ۱۳ آبان ۱۳۵۸، بیشتر وقت خود را برای جنبش‌های رهایی‌بخش به کار می‌گرفت؛ زیرا معتقد بود استکبار جهانی به سرکردگی آمریکا و صهیونیسم بین‌الملل، نمی‌خواهد هیچ کشور انقلابی و مستقلی در جهان ماندگار شود. بر این پایه، اسراییل را، دشمن سوگند خورده انقلاب اسلامی می‌دانست. با چنین باوری بود که جنگجویانی را به جنوب لبنان گسیل داشت و خود نیز به آنجا شتافت.
 غلامرضا صالحی، احمد کاظمی و غلامرضا یزدانی از جمله این افراد بودند.
با ابوالحسن بنی‌صدر، نیز سر ناسازگاری داشت. مردم نجف‌آباد در نخستین انتخابات مجلس شورای اسلامی، با ۵۸٬۶۲۶ رای برابر با ۹۱٫۶۰ درصد آراء او را به نمایندگی مجلس برگزیدند. او همچنین، در شورای‌عالی دفاع و کمیسیون خارجه مجلس عضویت داشت.

## ترور
پس از انقلاب، محمد منتظری از چهره‌های بانفوذ و تندروی انقلاب به‌شمار می‌آمد. در نتیجهٔ درگیری خونینی که سازمان مجاهدین خلق علیه نیروهای وفادار به روح‌الله خمینی در سال ۱۳۶۰ ترتیب داد، تعداد زیادی از کارگزاران رده بالای جمهوری اسلامی از جمله محمد بهشتی، رئیس‌جمهور محمدعلی رجائی و نخست‌وزیر محمدجواد باهنر در اثر بمب‌گذاری و ترور کشته شدند. محمد منتظری هم که عضو شورای مرکزی حزب جمهوری اسلامی و نماینده مجلس شورای اسلامی بود که در انفجار در دفتر حزب جمهوری اسلامی کشته شد. در پی مرگ محمد منتظری در حادثه بمب‌گذاری در دفتر حزب جمهوری اسلامی، روح‌الله خمینی در پیامی گفت: «... گرچه تمام شهیدان انقلاب و شهیدان عزیز و معظم یکشنبه شب، از برادران ما و شما بودند و ملت قدرشناس برای آنان به سوگ نشستند و دشمنان اسلام در شهادت آنان شاد و اسلام عزیز سرافراز است لکن از فرزند عزیز شما شناختی دارم که باید به شما با تربیت چنین فرزندی تبریک بگویم. او از وقتی که خود را شناخت… ارزش‌های اسلامی را شناخت و با تعهد و انگیزه حساب شده وارد میدان مبارزه علیه ستمگران گردید…».